# Silvestre Garcia Escalona
Silvestre Garcia Escalona (Almonacid de Toledo (Toledo), 1647 - Salamanca, 20 d'abril de 1729) va ser bisbe de Tortosa i de Salamanca.

## Biografia
Neix en 1647 a Almonacid de Toledo, fill de llauradors benestants.
Estudia a Toledo. Oposità a rectorats dins l'arquebisbat de Toledo, ocupant diverses places, i així en abril de 1682 era rector de Fuensalida. Posteriorment ocupà la parròquia de Sant Miquel de Madrid, i al mateix temps era examinador sinodal de l'arquebisbat de Toledo, del reial consell d'Ordes i bisbe electe de Guaxaca (Oaxaca).
Fou nomenat bisbe de Tortosa el 6 de febrer de 1702 i consagrat el 30 d'abril. En el mateix any, visitant Castelló, el bisbe es posà dolent, demana l'ajuda de la Santa Cinta i es cura sobtadament. En altra visita del bisbat, fou detingut per una partida de miquelets, però la intervenció de tropes borbòniques l'alliberaren. Realitza visita pastoral el 1704. Quan les forces borbòniques recuperaren el control de Tortosa, el bisbe tornà a la diòcesi del seu exili a Madrid, i així estigué present en el jurament del primer governador militar i corregidor borbònic de Tortosa, efectuat el 24 de febrer de 1709.
Fou presentat per Felip V per a bisbe de Salamanca el 6 de març de 1714, nomenat el 13 de juny i prengué possessió el 4 d'agost. Realitza dues visites pastorals per la diòcesi, i altres dues mitjançant visitadors. Funda un hospital en el seu poble natal. Consagra l'església de la mare de Déu de la Vega a l'octubre de 1718.
Mor a Salamanca el 20 d'abril de 1729.